# The Lemon Twigs
The Lemon Twigs é uma banda estadunidense de rock independente formada pelos irmãos Michael e Brian D’Addario. A sonoridade do grupo é frequentemente comparada à dos anos 1960 e 1970 e ao teatro musical, o que resultou em classificações como "glam barroco".

## Discografia

### Álbuns de estúdio
- Do Hollywood (2016)
- Go to School (2018)

### EPs
- Brothers of Destruction (2017)

### Singles
- "These Words"/"As Long as We're Together" (2016)
- "I Wanna Prove to You" (2017)
- "Foolin' Around"/"Tailor Made" (2018)
- "If You Give Enough" (2018)
- "Small Victories" (2018)
- "The Fire" (2018)